# Schoina
Schoina (russisch Шо́йна) ist ein Dorf im Autonomen Kreis der Nenzen im Nordwesten Russlands mit 300 Einwohnern (Stand 14. Oktober 2010).

## Geographie
Das Dorf liegt am Weißen Meer an der Westküste der Kanin-Halbinsel, gut 400 km Luftlinie nördlich von Archangelsk und 370 km westlich des Verwaltungszentrums des Autonomen Kreises Narjan-Mar. Schoina liegt am Südrand der flachen, mehrere Kilometer breiten Ästuarmündung des gleichnamigen Flusses Schoina.
In Schoina hat einer der 17 Dorfsowjets des Autonomen Kreises seinen Sitz, zu dem außerdem noch das kleine Dorf Kija (63 Einwohner 2008) gehört, gelegen 25 km südlich an der Mündung der Flüsse Bolschaja Kija (Große Kija) und Malaja Kija (Kleine Kija) in das Weiße Meer. Bei der Volkszählung vom 14. Oktober 2010 hatten die beiden Orte des Dorfsowjets Schoina zusammen 363 Einwohner.
Schoina ist nur per Schiff oder Flugzeug erreichbar (Antonow An-2 von Narjan-Mar oder Archangelsk zum Flughafen Schoina, ICAO-Code ULBO).

### Klima und Vegetation
Schoina liegt am nördlichen Polarkreis. Die Sommer sind kurz und kühl, die Winter lang und kalt. Aufgrund des Permafrostbodens und des Klimas gibt es fast keine Vegetation, so dass die allmähliche Versandung des Dorfes durch Dünen in der kurzen Sommerperiode kaum aufgehalten werden kann.

## Geschichte
Schoina wurde in den 1930er-Jahren als Fischerkolchose gegründet. Zeitweise lebten bis zu 1500 Einwohner in Schoina. Doch durch Überfischung gingen die Fischbestände stark zurück, so dass die Fischerei Anfang der 1990er Jahre vollständig eingestellt wurde. Seitdem leben dort nur noch 300 Einwohner, welche in erheblichem Umfang auf staatliche Unterstützung angewiesen sind.